# オトン (下ロレーヌ公)
下ロレーヌ公オトン（フランス語：Otton de Basse-Lotharingie, 970年ごろ - 1012年）は、下ロレーヌ公（在位：991年 - 1012年）。下ロレーヌ公シャルルとアデライード・ド・ヴェルマンドワ（モー伯ロベールの娘）の息子。ドイツ語では下ロートリンゲン公オットー（Otto von Niederlothringen）。

## 生涯
父シャルルは987年にフランス王位のためにユーグ・カペーと戦う際に、オトンに下ロレーヌ公領を預けた。しかしシャルルは991年に敗れ、その後まもなくしてオルレアンに監禁されたまま死去した。
1002年に神聖ローマ皇帝オットー3世が死去し、オトンはオットー3世の遺体をイタリアからアーヘンへ運ぶために付き従った。
ジャンブルーのシゲベルトはオトンの没年を1005年としているが、実際には1013/4年ごろまで生存していたとみられ、オットーの後にヴェルダン伯ゴットフリート2世が下ロレーヌ公位を与えられた。
オトンはカール大帝3男であるルートヴィヒ1世の最後の男系子孫の一人であった。1023年ごろの弟ルイの死去により、カール大帝の長男ピピンの庶子ベルンハルトの子孫であるヴェルマンドワ家を除き、カロリング家の嫡出の血統は断絶した。